# パンクショット
『パンクショット』（英: Punk Shot）はコナミが1990年12月に発売したアーケードゲーム。ストリートバスケットボールを題材にしたスポーツゲームだが、敵チームを攻撃することも可能な内容となっている。
2025年にPlayStation 4とNintendo Switch用にアーケードアーカイブスとしてハムスターから移植版が発売された。

## ストーリー
西暦20XX年、チーム「ウェストサイダーズ」のスタリオンとスパイクはバスケットボールでプロを目指していた。しかし、その噂を聞きつけた不良たちから目をつけられてしまう。スタリオンたちは彼らの挑戦を受けて立つ。

## ゲームシステム

### 基本操作
8方向レバーと2ボタンで操作する。レバーはキャラクターの移動、Ａボタンはオフェンス時（ボール所持時）はシュート、ディフェンス時はシュートカット、Ｂボタンはオフェンス時はパス、ディフェンス時はアタック。ボールを持っていない時にＡＢボタン同時押しでスペシャルアタック。
シュート
ボール所持時にＡボタンでシュート。シュートが決まると自分のチームに2点が追加される。
シュートカット
ディフェンス時にＡボタンでシュートカット。敵のシュートを妨害する。
パス
ボール所持時にＢボタンでパス。味方にボールを渡す。
アタック
ディフェンス時にＢボタンでアタック。パンチなどで敵を攻撃する。
スペシャルアタック
ディフェンス時にＡＢボタン同時押しで強力なスペシャルアタック。敵チームから遠距離だとウェスタンラリアート、近距離だとバックドロップといった攻撃を行う。
1試合は2分間。シュートすると得点が入り、制限時間終了時により多くの得点をとっていたチームの勝利。ステージ内には様々なギミックがあり、操作が妨害されることがある。

### ゲームモード
1P VS CPU
1人用のモード。1人で2人を操作して、CPUのチームと対戦する。相手と同点の場合は敗北扱いとなる。全5試合で、最終戦はエクストララウンド扱いで負けてもコンティニューする事は出来ない。
1P VS 2P
2人対戦プレイのモード。2人がそれぞれ2人ずつ操作して、プレイヤー同士で対戦する。1クレジットでプレイ可能だが1戦でゲームオーバー。
1P,2P VS CPU
2人用協力プレイのモード。2人でそれぞれ1人ずつ操作して、CPUのチームと対戦する。2クレジット必要。

## 登場キャラクター

### プレイヤーキャラクター
スタリオン (STALLION)
本作の主人公でプレイヤー1。シカゴ生まれの17歳。サングラスをかけ、青いキャップをかぶっている。チーム「ウェストサイダーズ」所属。
スパイク (SPIKE)
本作のもう一人の主人公でプレイヤー2。ロサンゼルス生まれの16歳。髪は赤いモヒカン。チーム「ウェストサイダーズ」所属。

### 対戦相手
BASHER
ゴーグルをかけ、髪型は逆立った金髪。1試合目の相手「RAMBLERS」及び5試合目の相手「EAST ENDERS」所属。
FLASH
髪型はスキンヘッド。1試合目の相手「RAMBLERS」及び4試合目の相手「JAMMERS」所属。
FIST
サングラスをかけた黒髪。2試合目の相手「SLAMMERS」及び4試合目の相手「JAMMERS」所属。
HAIR
髪型はアフロヘアー。2試合目の相手「SLAMMERS」及び5試合目の相手「EAST ENDERS」所属。
BOOMER
イヤリングを付けている。3試合目の相手「WANDERERS」所属。
RAD
ヘルメットを被っている。3試合目の相手「WANDERERS」所属。

## 移植版
| タイトル       | 発売日           | 対応機種                      | 開発元                  | 発売元     | メディア                                | 備考                                                   | 出典              |
| -------------- | ---------------- | ----------------------------- | ----------------------- | ---------- | --------------------------------------- | ------------------------------------------------------ | ----------------- |
| パンクショット | INT 2025年5月8日 | PlayStation 4 Nintendo Switch | ハムスター （移植担当） | ハムスター | ダウンロード （アーケードアーカイブス） | 日本版、海外版（最大2人用）、海外版（最大4人用）を収録 | [ 2 ] [ 3 ] [ 4 ] |

アーケードアーカイブス版
家庭用初移植。日本版のほか、海外版の最大2人用と最大4人用を収録。「こだわり設定」にて1P側コントローラーで選択したプレイヤーのキャラクターを操作できる「使用するキャラクター切り替え」を設定できる。